# Pierre-André Loizeau
 (avril 2016).
Si vous disposez d'ouvrages ou d'articles de référence ou si vous connaissez des sites web de qualité traitant du thème abordé ici, merci de compléter l'article en donnant les références utiles à sa vérifiabilité et en les liant à la section « Notes et références ».
Pierre-André Loizeau, né en 1959, est un botaniste suisse.

## Biographie
Spécialiste des Aquifoliacées, il est directeur du Jardin botanique de Genève depuis 2005, année où il prit la succession de Rodolphe Spichiger.

## Citations
« Je crains que l'homme ne soit capable de réagir que face à la catastrophe. »
« Une espèce commune peut devenir rare par la disparition systématique des milieux qu'elle occupait. Or la nature a besoin de diversité pour se développer. Les interactions entre espèces sont vitales autant pour la survie des partenaires que pour l'équilibre général, c'est une certitude. »